# Tongrube Witterschlick

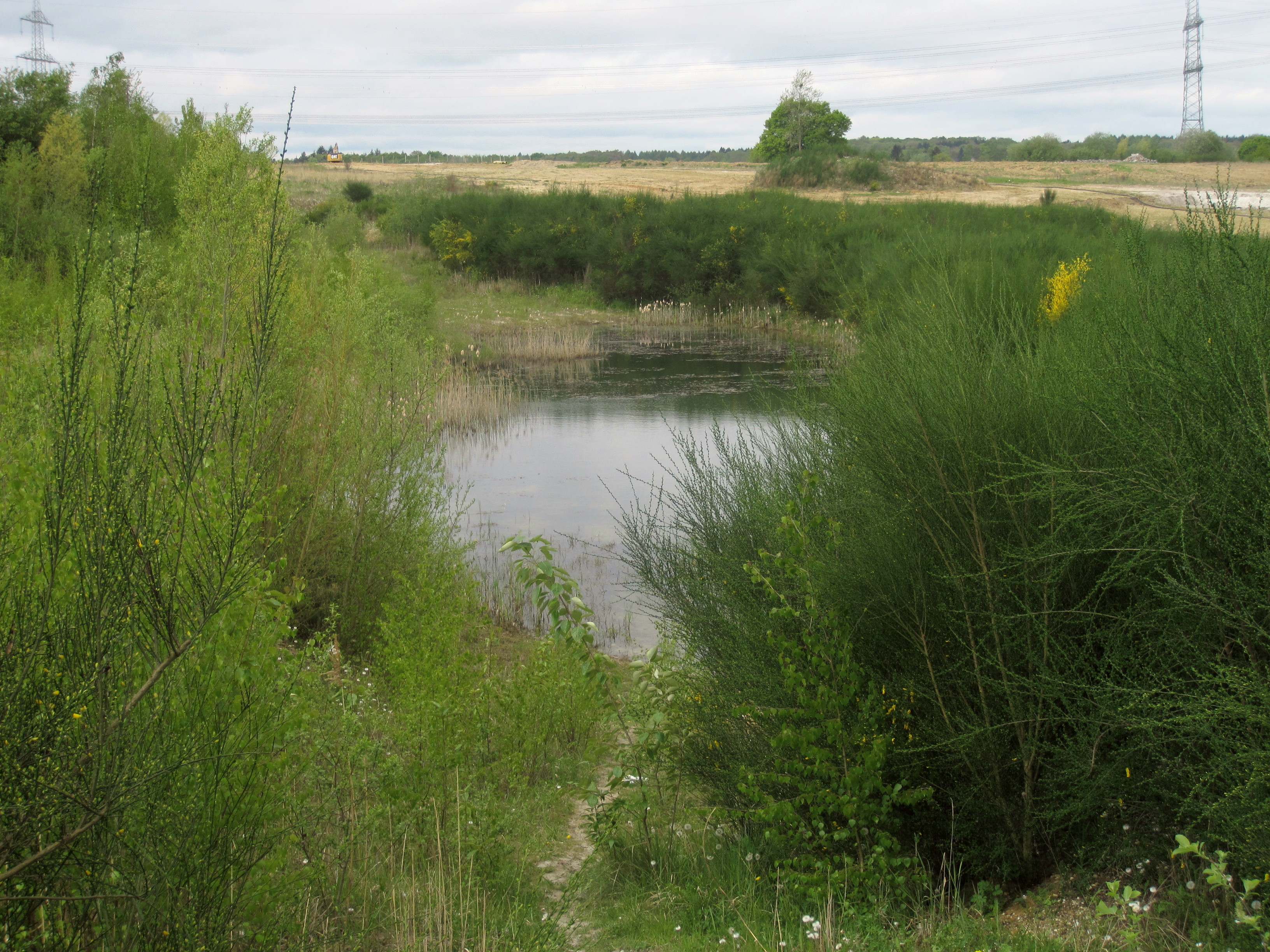
Grube „Schenkenbusch“ (nordwestliche Grenze des NSG)

Die Tongrube Witterschlick ist ein Naturschutzgebiet in der Gemeinde Alfter im nordrhein-westfälischen Rhein-Sieg-Kreis. Mit dem Gebiet soll eine aufgelassene Tongrube als wichtiger Sekundärlebensraum für zahlreiche Tier- und Pflanzengemeinschaften erhalten werden.

## Lage
Das Naturschutzgebiet befindet sich im Alfterer Ortsteil Witterschlick. Es liegt westlich der Landesstraße 113 und umschließt einen Sportplatz. Östlich schließt sich die Grube Schenkenbusch an, wo heute noch Ton abgebaut wird.

## Beschreibung
Bei dem Objekt handelt es sich um eine seit langem aufgelassene Tongrube mit relativ flachen, völlig verbuschten Böschungen an den der Straße abgewandten Seiten. An die dichten Salweiden-, Birken-, Espen- und Weidengebüsche und -Buschwäldchen der Böschungen schließen sich im Nordteil überwiegend feuchte Grünlandbrachen an. Der ca. 4000 m² große Teich weist im Südteil einen gut ausgeprägten Baum- und Strauchsaum auf, des Weiteren ist der ausgedehnte Verlandungsbereich kennzeichnend. Die Fläche zwischen dem Teich und dem Sportplatz wird von einem Weidengebüsch und von kleineren Grünlandbrachen eingenommen.